# Pantokrator (hora)
Pantokrator (řecky  Όρος Παντοκράτορας, doslova Hora Všemohoucího) je nejvyšší hora řeckého ostrova Korfu. Její vrchol se nachází 906 metrů nad mořskou hladinou. Na vrcholu hory je klášter ze 17. století zasvěcený Proměnění Páně, bufet pro turisty a radiokomunikační vysílač.